# Char D1
D1 (фр. Char de bataille D1) — французький легкий (деколи належить до середніх) піхотний танк 1920-х років. Створений на основі танка NC 27, за час серійного випуску було вироблено 160 примірників. Серійно випускався в 1932 — 1935 роках. Спочатку використовувався в Алжирі, з початком Другої світової війни деяка їх кількість була перекинута до Франції, де вони взяли участь у боях 1940 р.. Ті що залишилися в Африці танки використовувалися французькими військами аж до березня 1943 року.

## Модифікації
- D1A— базова модифікація, вироблено всього 10 примірників;
- D1B— основна виробнича модифікація, з 47-мм гарматою SA34, збільшеним бронюванням та більш потужним двигуном;
- Char Observatoire — один примірник D1, переобладнаний в командну машину зі знятою баштою та додатковою радіостанцією.

## Перебував на озброєнні
- Франція
- Режим Віші
- Японія — японський варіант танка під назвою Otsu-gata sensha